# Skomakarlåda
Skomakarlåda är en maträtt i traditionen svensk husmanskost. En skomakarlåda är en skiva stekt biff som serveras med potatismos och sås och normalt sett tillbehör i form av tärnad bacon och bitar av purjolök, som läggs på biffen. Ytterligare tillbehör kan förekomma. I mer påkostade varianter kan biffen bytas mot oxfilé. Under 1960-talet förekom skinkbitar och skuren gräslök istället för bacon och purjolök. Det finns också en variant med stekt potatis, prinskorv och stekt ägg. Skomakarlåda serveras vanligen med saltgurka eller rödbetor.
Det är inte känt varifrån maträtten fått sitt namn. Förr kunde skomakar(e)låda även avse en låda där skomakare förvarade sina verktyg.